# ロイン

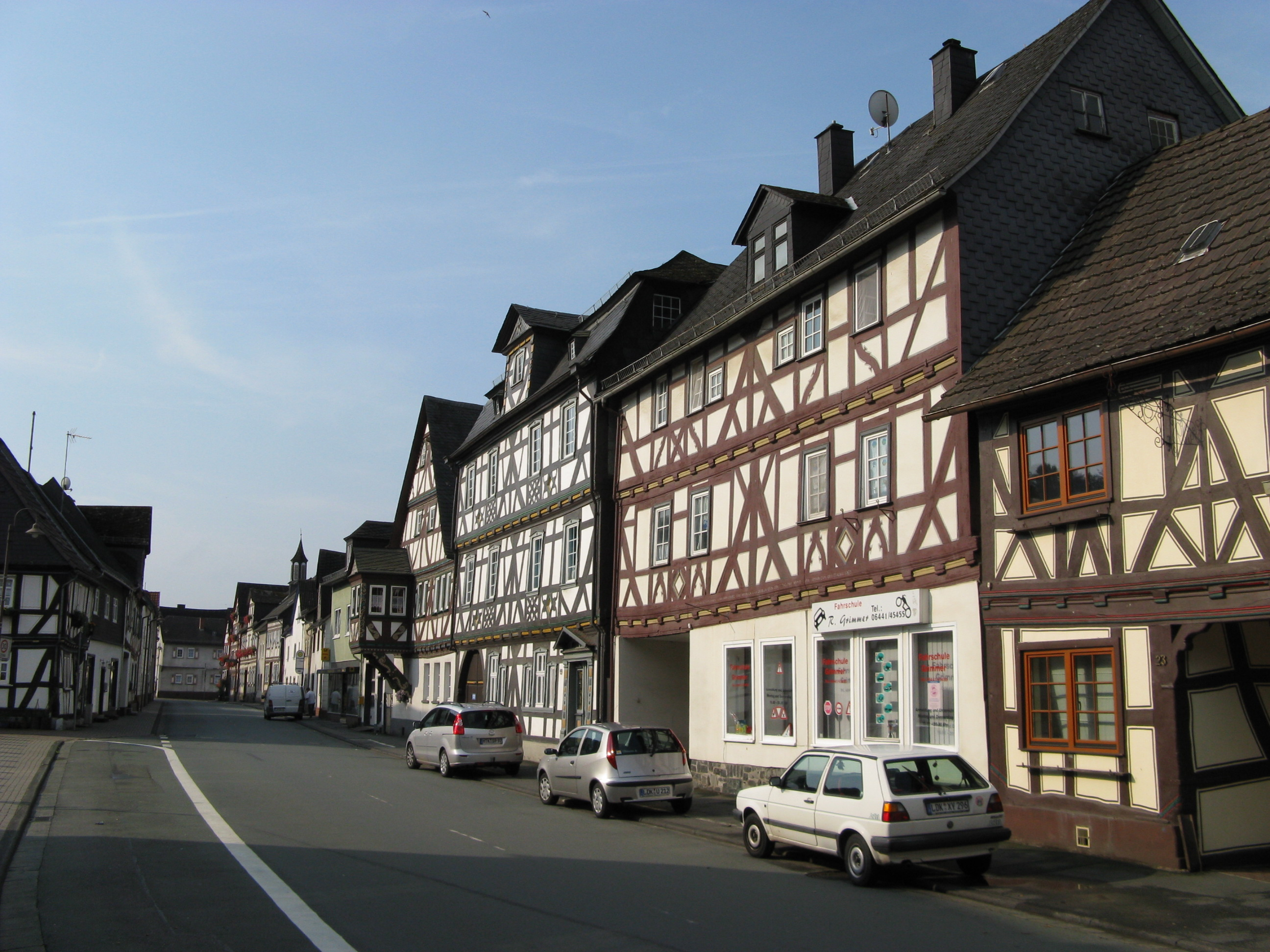
ロイン旧市街の街並み（リムブルガー通り）

ロイン (ドイツ語: Leun, [ˈlɔ͜yn]) は、ドイツ連邦共和国ヘッセン州ギーセン行政管区のラーン＝ディル郡の市である。

## 地理

### 位置
ロインはヴェッツラーの西約 10 km の、タウヌス山地の北の支脈とヴェスターヴァルトの支脈との間の、海抜 150 m から 330 m のラーンタール（ラーン川の谷）に位置している。

### 隣接する市町村
ロインは、北はグライフェンシュタインおよびエーリングスハウゼン、東はゾルムス、南はブラウンフェルス（以上、ラーン＝ディル郡）、西はレーンベルク（リムブルク＝ヴァイルブルク郡）と境を接している。

### 市の構成
本市は、ビスキルヒェン、ビッセンベルク、ラーンバーンホーフ、ロイン、シュトックハウゼンの5つの市区で構成されている。

## 歴史
ロインは、771年に Liuun の表記で初めて文献に記録されている。元の文献の断章はロルシュ文書に含まれていた。1469年、皇帝フリードリヒ3世はこの小さな集落に市場（羊毛市場）の開催権を授けた。この特権と、1481年にかけられたラーン川を渡る石橋が経済的興隆をもたらし、1664年にゾルムス伯から都市権が授けられた。
1816年にロインはブラウンフェルス郡の一部となり、プロイセン王国のニーダーライン大公国に属した。1822年にこの郡はヴェッツラー郡に編入された。ロインは、1932年にプロイセンのヘッセン＝ナッサウ州に属すまで、ヴェッツラー郡を形成する飛び地であった。これが飛び地であったことは、旧ヴェッツラー郡がラインラントの福音主義教会に属すという形で現在も痕跡を遺している。
19世紀から20世紀初めにかけて、ロインの市域内で集中的な鉄鉱石採掘が行われた。

### 市町村合併
ヘッセン州の地域再編に伴い、1971年12月31日にロインとビスキルヒェン、ビッセンベルク、シュトックハウゼンが合併し、新たな自治体ロインが形成された。現在の市庁舎はシュトックハウゼン市区にある。

### 歴史上の表記
現存する史料の中でロインは以下の名称で記録されている。かっこ内はその記述がなされた年代である
- Liuun (771年) [2. Hälfte XII Jh., Codex Laureshamensis III, Nr. 3646]
- Liûna (912年) [MGH DD Konrad I, Nr. 8]
- Liuni (912年) [MGH DD Konrad I, Nr. 8]

### 領邦と行政機構
ロインが属した領邦および行政機構を以下に列記する。
- 912年: ラーンガウ (in pago Logenehe)
- 1806年以前: 神聖ローマ帝国、ゾルムス＝ブラウンフェルス侯領（ドイツ語版、英語版）ゾルムス伯部分アムト・ロイン
- 1806年から: ナッサウ公国アムト・ブラウンフェルス
- 1816年から: プロイセン王国ライン州（ドイツ語版、英語版）コブレンツ県（ドイツ語版、英語版）ブラウンフェルス郡
- 1822年から: 北ドイツ連邦プロイセン王国ライン州コブレンツ県ヴェッツラー郡
- 1871年から: ドイツ国プロイセン王国ライン州コブレンツ県ヴェッツラー郡
- 1918年から: ドイツ国プロイセン自由州ライン州コブレンツ県ヴェッツラー郡
- 1932年から: ドイツ国プロイセン自由州ヘッセン＝ナッサウ州（ドイツ語版、英語版）ヴィースバーデン県ヴェッツラー郡
- 1945年から: アメリカ管理地区（ドイツ語版）グロース＝ヘッセン（ドイツ語版、英語版）ヴェッツラー郡
- 1949年から: ドイツ連邦共和国ヘッセン州ヴィースバーデン行政管区ヴェッツラー郡
- 1968年から: ドイツ連邦共和国ヘッセン州ダルムシュタット行政管区ヴェッツラー郡
- 1977年から: ドイツ連邦共和国ヘッセン州ダルムシュタット行政管区ラーン＝ディル郡
- 1981年から: ドイツ連邦共和国ヘッセン州ギーセン行政管区ラーン＝ディル郡

## 住民

### 宗教
宗教改革以後ロイン市の住民の大多数が福音主義である。ロインの信仰熱心な人々は、プロテスタントの教義の改革派による解釈を堅持している。これは現在もロインとビスキルヒェンの教会堂で見ることができる。
ユダヤ教会は17世紀からシナゴーグを有していた。シナゴーグは19世紀に老朽化し、再建されることはなかった。当時ユダヤ人は、ビスキルヒェンに多く住んでいた。当時のロインの木組みの家にはヘブライ語の銘が刻まれている。

## 行政

### 議会
ロインの市議会は 25議席からなる。

### 首長
ロインの市長はビョルン・ハルトマンである。

### 紋章
金色の月が橋と水を見おろしている。この紋章は1664年の市の印章に基づいている。当時は、ロイン (Leun) という名称は、ラテン語で「月」を表す lune に由来すると考えられていた。ロインはローマ人によって建設された集落であると考えられてもいた。その光を映す水は、ロイナー・ベッケンを象徴している。これは洪水時に湖のように水を蓄える氾濫原である。現在では、ケルト語でラーン川を示す Loyne がロインの語源であると考えられている。橋は、後にロインの経済的隆盛の象徴として加えられたもので、これにより元々描かれていたカモが除去された。

### 姉妹都市
- フェティア（フランス語版、英語版）（フランス、オート＝ヴィエンヌ県）1980年
- ラステンベルク（ドイツ語版、英語版）（ドイツ、テューリンゲン州）1990年

## 文化と見所

### 福音主義教会
ロインの歴史的中心街の高台に福音主義教会がある。この教会の精確な創建時期は不明である。どっしりとした教会塔と本堂はロマネスク様式であるが、内陣室と翼廊は前期または後期ゴシック様式に基づいている。特筆すべき見所は、翼廊の大きな南側の窓である。北側の旧男性用2階席入り口の増築部分は1907年に建設された。同じ年に教会の内装に新たな塗装が施された。教会内部には、オリエント風モチーフの板を張った、古く工芸史上重要な木製講壇がある。その前には21世紀に設けられた石造洗礼台があり、何世紀も前に造られた洗礼盤が置かれている。翼廊には、フィリップ・ハインリヒ・ビュルギーとヨハン・ゲオルク・ビュルギー兄弟が制作したビュルギー・オルガンが設置されている。このオルガンは、13のストップ、1段鍵盤とペダルを有している。このオルガンは2008年に根本的な近代化がなされ、可能な限り旧来の状態に戻された。塔には3つの鐘があるが、そのいずれもロインの地元の鐘鋳造業者が制作したものではない。「キリストの誕生」と「キリストの復活」の2枚の絵画は現在行方不明となっている。
教会の上には墓地があり、古い市壁やオーバートーア（上の門）の遺構が見られる。

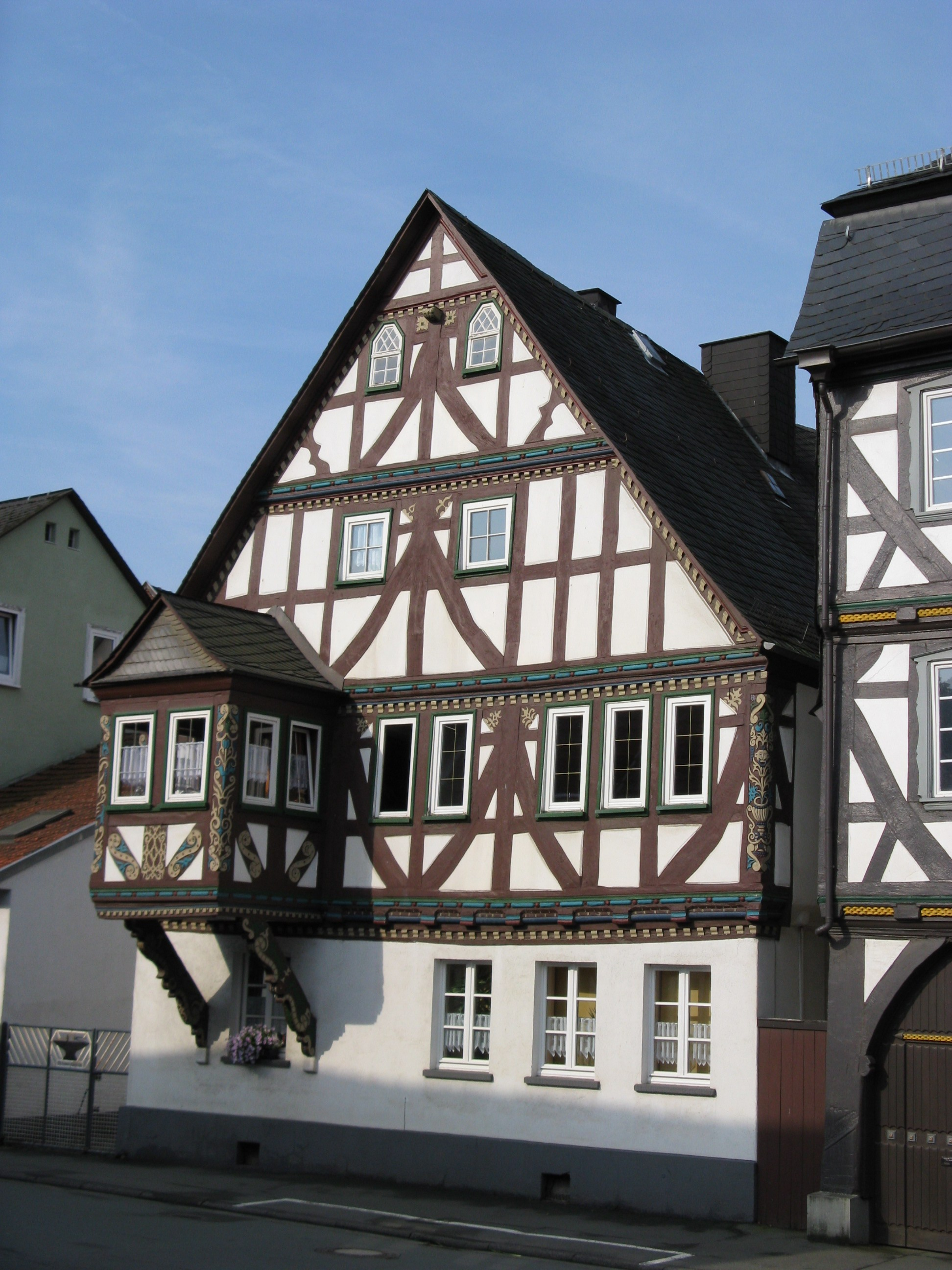
エルカーハウス

### 歴史的中心街
中核市部の中心街には、本市のかつての豊かさを示す豪華な木組み建築が存在している。旧裁判所をはじめとする数多くの木組み建築が1970年代の道路拡幅の犠牲となった。1818年建造の旧議事堂兼学校の建物内には市立博物館が入居している。最も見事な木組み建築の通りがリムブルガー通りである。ここにはロイン市外でもよく知られたこの街の象徴的な建物であるエルカーハウスがある。大規模なバロック様式の農場の門がかつてのユンカー農場跡を示している。これはモール家の農場で、主館が現存している。この他に、旧水車や旧ラテン語学校も見所である。

### カトリック教会
第二次世界大戦後の大勢の難民のために、福音主義教会は長らく共同の教会として利用されていたが、アダルベルト＝シュティフター通りに固有のカトリック教会が建設された。これは、旧ヴェッツラー郡で戦後最初の教会建築であった。教会空間は住居スペース上の2階にあり、天窓からの明かりが内部を照らしている。

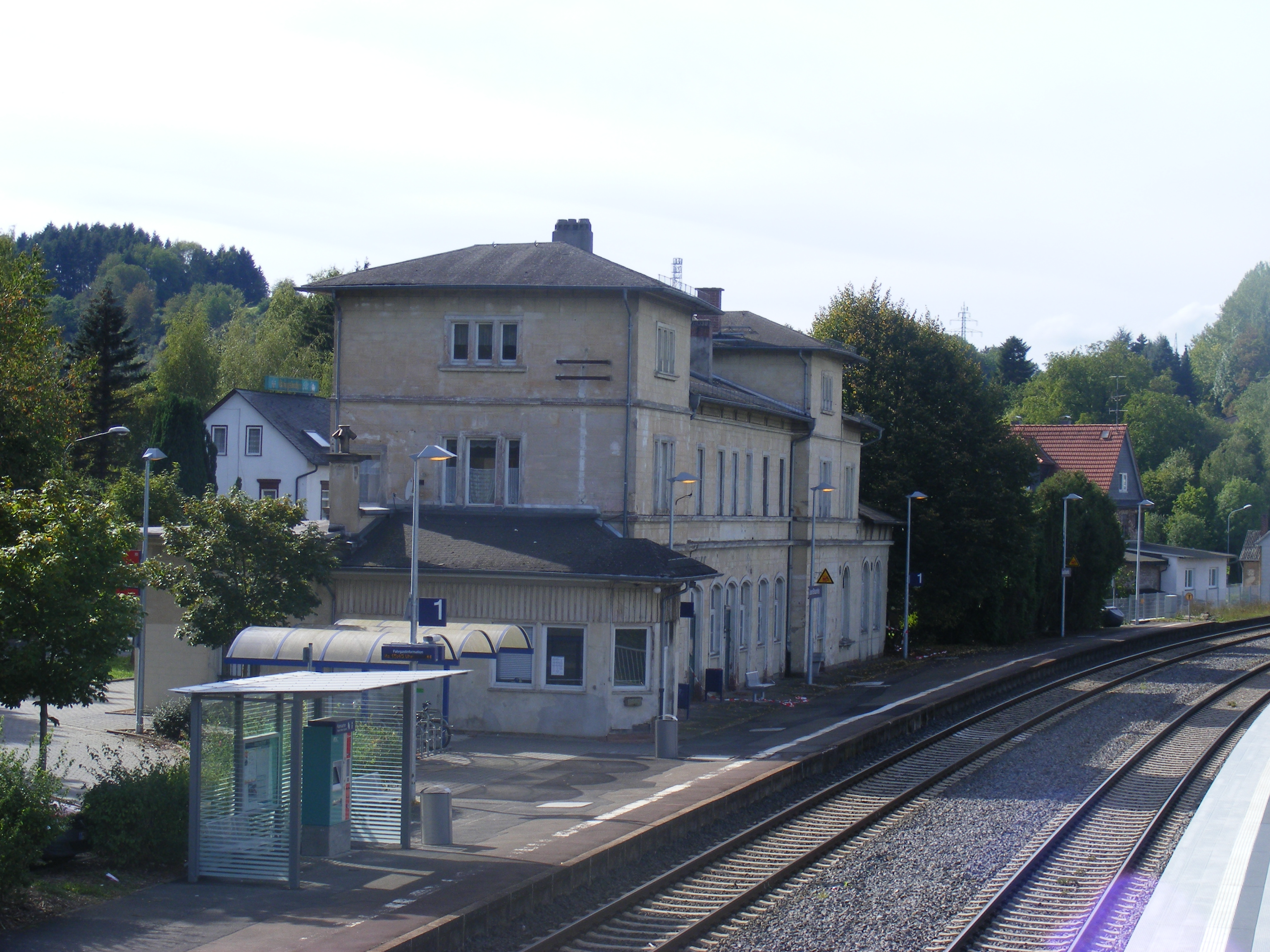
ロイン/ブラウンフェルス駅

### ロイン/ブラウンフェルス駅
ラーンバーンホーフ市区に立派な駅舎を有する駅が存在する。現在その機能に比べ完全に過剰なこの建物は1863年に完成したもので、2つの塔を有するラーンタール鉄道最大級の建物である。その特別な装飾はブラウンフェルス侯家のためのものである。この駅はロインの市域内にあったにもかかわらず、この侯家の本拠地であることにちなんでブラウンフェルス (ラーン) 駅と命名された。1990年代になってロイン/ブラウンフェルス駅と改名された。

### ビスキルヒェン
ビスキルヒェン地区には古い墓地の壁跡や1884年に建立された旧ビショフス教会（900年頃建設、1871年解体）の記念碑がある。この教会がこの集落の名称の由来である。見所は、集落の景観を決定づけているこの教会の後継教会である。この集落で特徴的なのは地元の鉱泉産業（「ヴェスターヴェルト源泉」、「カールスシュプルーデル鉱泉」および古い水業者「ザンクト・ゲオルクス源泉」や「ゲルトルーディス源泉」）である。この市区の象徴的建造物が、国定ジオパルク「ヴェスターヴァルト＝ラーン＝タウスヌ」の有名なジオトープであるゲルトルーディス源泉のブルンネンハウス（泉の館）である。1995年以降この泉の敷地にはクアセンター、ゲルトルート＝クリニーク・ビスキルヒェンが設けられた。後者は1995年からパーキンソン患者のための専門病院に改編された。

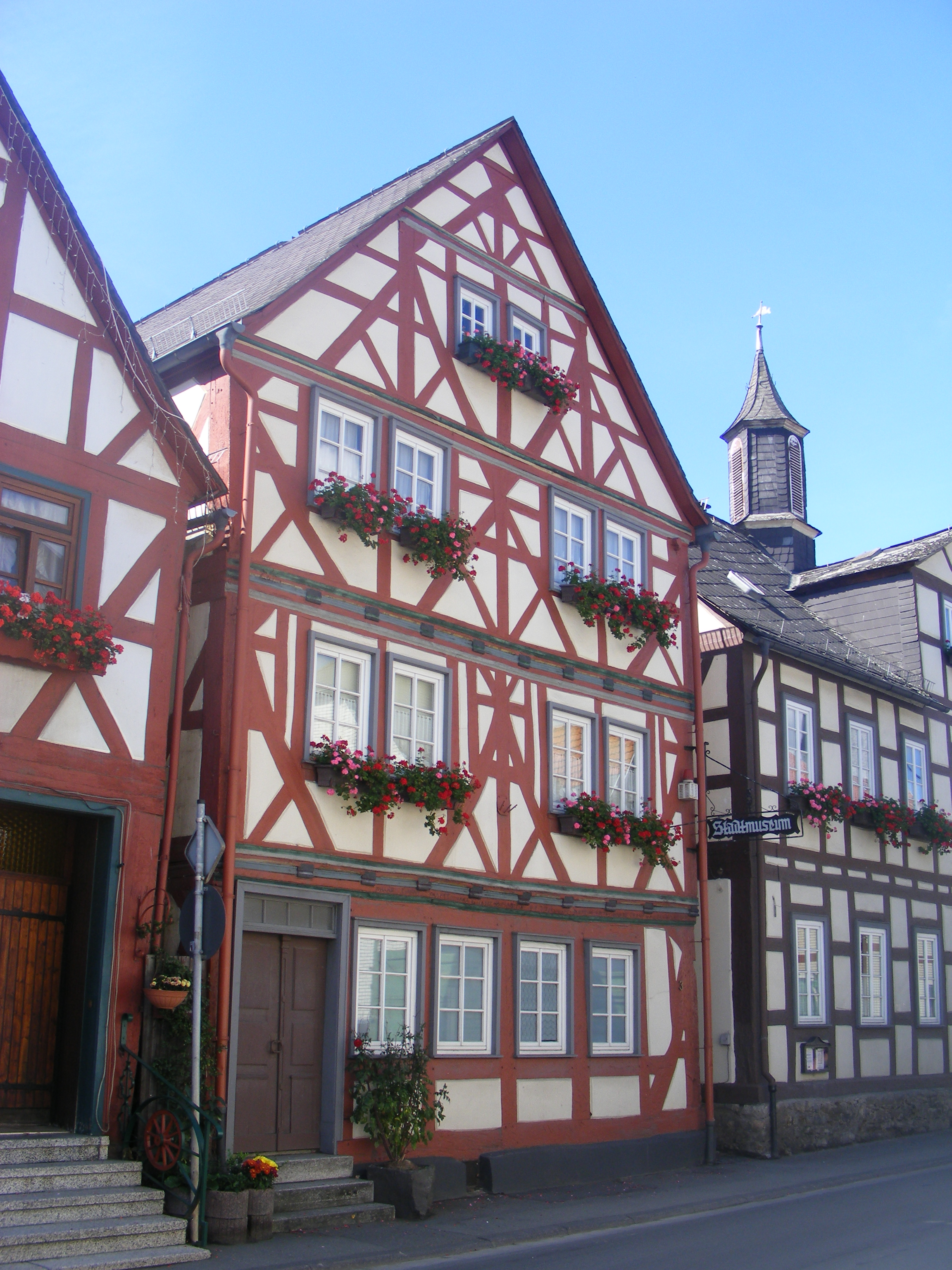
リムブルガー通りの市立博物館

- ロインの福音主義教会
- オベーレ・バッハ通り40番地の木組みの家
- ヴェッツラー通り5番地と7番地の木組みの家
- プファルガッセ5番地の木組みの家
- ロインのカトリック教会
- ビスキルヒェンの福音主義教会

### 博物館
リムブルクガー通りの古い校舎にロイン市立博物館が入居している。隣には糸紡ぎ室がある。

### スポーツ
ロインは、定期的に開催されるテニス大会「ロイン・オープン」の開催地である。「クヴェレンホーフ・スポーツ健康センター」は1995年にオープンした。この施設内では、テニスやバドミントンおよびインドアサッカーが楽しめるレジャー施設であった。しかしこのスポーツ施設は2010年に閉鎖された。存続しているのがスタジオ・REHA-SPORT GmbH である。この施設では、精神療法を併用したリハビリスポーツが行われている。この施設はビスキルヒェン市区および近隣集落の大部分に対する医療サービスを保証している。

## 経済と社会資本

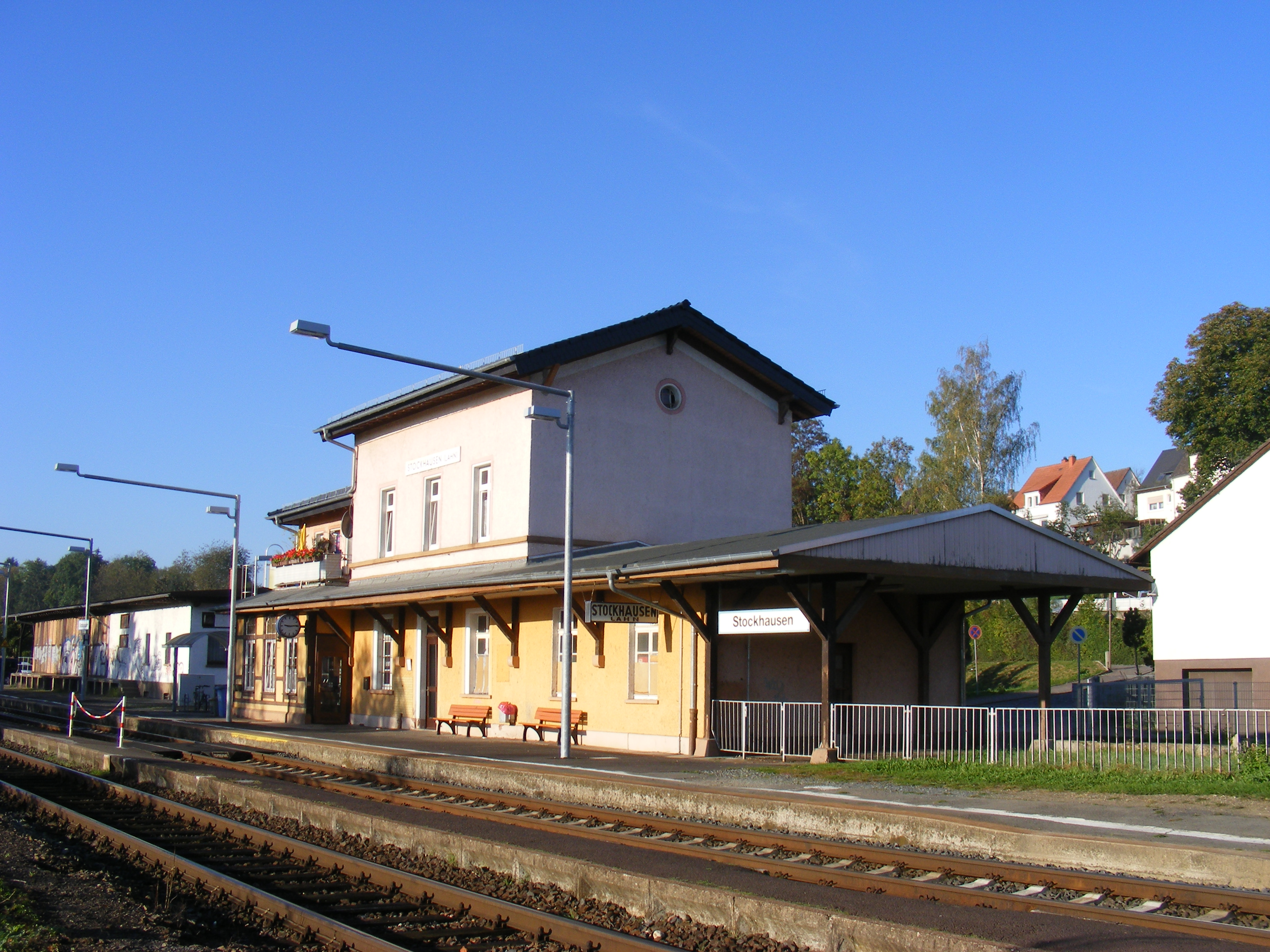
シュトックハウゼン駅

### 交通
ロインは連邦道 B49号線沿いにある。北に向かうと、エーリングスハウゼン・インターチェンジ経由で連邦アウトバーン A45号線に接続する。ロイン市内には、ラーンタール鉄道ギーセン - リムブルク・アン・デア・ラーン - コブレンツ線の2つの駅「ロイン/ブラウンフェルス駅」（ラーンバーンホーフ市区）と「シュトックハウゼン駅」がある。
現在のロイン/ブラウンフェルス駅からはかつてフィリップシュタインへ行くエルンスト鉄道が分岐していた。シュトックハウゼンからはバイルシュタイン行きのウルムタール鉄道が出発しており、地元では「バルカン＝エクスプレス」と呼ばれていた。これら2つの支線は現在では廃止されている。

### 観光業
ドルベルクに、小さな保養施設村がある。カヌー客にはラーン川に釣り場がある。サイクリング客は特別列車を利用する。ロイナー・ユーゲントツァイトプラッツは、ボートツアー客に無料で停泊地を提供している。ハイキング旅行も、特にホーアー・シュトラーセを旅するコースの人気が高まっている。

## 人物

### 出身者
- ハラルト・トゥルナー（ドイツ語版、英語版）（1891年 - 1947年）親衛隊中将、プロイセン国務顧問